# Фенько, Елена Николаевна
Елена Николаевна Фенько (укр. Олена Фенько; 15 марта 1976, Днепропетровск, УССР, СССР — 2 октября 2013, Днепропетровск, Украина) — украинская баскетболистка, выступавшая в амплуа форварда. Игрок национальной сборной, семикратный чемпион Украины.

## Биография
Воспитанница днепропетровской баскетбольной школы. 1997 год для баскетболистки стал переломным в карьере: «дебют» в сборной Украины на чемпионате Европы в Венгрии и подписанный контракт с лидером национального первенства «Казачкой-ЗАЛК».
Следующее появление Елены, на финальном турнире чемпионата Европы, состоится в 2003 году в Греции, где Фенько показала лучший результат в команде по атакующим передачам (15) и 2-й показатель по количеству времени, проведенного на площадке (186 минут).
На клубном уровне баскетболистка выиграла 7 титулов чемпионата Украины, выступая за запорожскую команду. В сезоне 2005/06 она пробовала свои силы в российском чемпионате за питерскую «Балтийскую Звезду» (29 игр, 5,6 очков, 3,6 подборов).
Фенько завершила карьеру в баскетболе из-за беременности. 2 октября 2013 года Елена скончалась, причиной смерти стал сердечный приступ. У неё остались муж и двухлетний сын .

### Статистика выступлений за сборную Украины
| Сборная | Сезон | Место      | Чемпионат | Чемпионат | Чемпионат | Чемпионат |
| Сборная | Сезон | Место      | Игр       | Очк       | Подб      | Перед     |
| ------- | ----- | ---------- | --------- | --------- | --------- | --------- |
| Ч Е     | 1997  | 10         | 1         | 0         | 0         | 0         |
| Ч Е     | 2001  | Квалиф.    | 4         | 3,5       | 2,2       | 0         |
| Ч Е     | 2003  | Квалиф. 11 | 3 7       | 8,0 8,3   | 2,7 5,1   | 2,0 2,1   |
| Ч Е     | 2005  | Квалиф.    | 6         | 10,5      | 6,8       | 1,5       |

## Достижения
- Чемпион Украины: 1998, 2001, 2002, 2003, 2004, 2005, 2009
- Серебряный призёр чемпионата Украины: 1999, 2007
- Бронзовый призёр чемпионата Украины: 1993, 2008